# Taşova (district)
Taşova is een Turks district in de provincie Amasya en telt 35.186 inwoners (2007). Het district heeft een oppervlakte van 1051,8 km². Hoofdplaats is Taşova.
De bevolkingsontwikkeling van het district is weergegeven in onderstaande tabel.
| 1997   | 2000   | 2007   |
| ------ | ------ | ------ |
| 51.600 | 57.050 | 35.186 |